# Copa Venezuela 2018
La Copa Venezuela 2018 fue la 45.ª edición del torneo de copa entre clubes de Venezuela, y en el cual participaron clubes de la Primera División y Segunda División. El torneo es dirigido por la Federación Venezolana de Fútbol. El ganador de este torneo obtendrá un cupo a la Copa Sudamericana 2019.

## Equipos participantes
| Primera Fase                 | Primera Fase                  | Primera Fase                 | Primera Fase               |
| ---------------------------- | ----------------------------- | ---------------------------- | -------------------------- |
| Ureña SC (2°)                | Atlético El Vigía (2°)        | Llaneros de Guanare (2°)     | ULA FC (2°)                |
| Real Frontera SC (2°)        | Titanes FC (2°)               | Gran Valencia (2°)           | UCV FC (2°)                |
| Unión Atlético Falcón (2°)   | Yaracuyanos FC (2°)           | Yaracuy FC (2°)              | Lala FC (2°)               |
| Angostura FC (2°)            | Petroleros de Anzoátegui (2°) | Chicó de Guayana (2°)        | Margarita FC (2°)          |
| Deportivo JBL del Zulia(2°)  | Libertador FC (2°)            | Deportivo Petare (2°)        | Club Atlético Furrial (2°) |
| Hermanos Colmenarez (2°)     |                               |                              |                            |
| Segunda Fase                 |                               |                              |                            |
| Academia Puerto Cabello (1°) | Aragua F.C. (1°)              | Atlético Venezuela C.F. (1°) | Carabobo F.C. (1°)         |
| Caracas F.C. (1°)            | Deportivo Anzoátegui (1°)     | Deportivo Lara (1°)          | Deportivo La Guaira (1°)   |
| Deportivo Táchira (1°)       | Estudiantes de Caracas (1°)   | Estudiantes de Mérida (1°)   | Metropolitanos F.C. (1°)   |
| Mineros de Guayana (1°)      | Monagas S.C. (1°)             | Portuguesa F.C. (1°)         | Trujillanos F.C. (1°)      |
| Zamora F.C. (1°)             | Zulia F.C. (1°)               |                              |                            |

## Distribución[3]
|                                     | Equipos que entran en esta fase                                                                                              |
| ----------------------------------- | --- |
| Primera Fase (21 equipos)           | - 21 equipos de la Segunda División de Venezuela 2018 (que no sean equipos filiales).                                        |
| Dieciseisavos de final (32 equipos) | - 18 equipos de la Primera División de Venezuela 2018. - 14 equipos de la Segunda Fase, ganadores de sus respectivas llaves. |

## Primera fase
La primera fase se jugará con la participación de 21 equipos de la Segunda División de Venezuela 2018 ordenados en siete grupos de tres equipos, de acuerdo a su proximidad geográfica. Cada equipo jugará una vez contra cada rival, un partido de local y otro de visitante. Los partidos se disputarán entre el 11 de julio y el 18 de julio de 2018. Avanzará a la siguiente fase el ganador de cada grupo.

### Zona Centro Oriental
Grupo  1
| Pos. | Equipo           | PJ | PG | PE | PP | GF | GC | Dif. | Puntos |
| ---- | ---------------- | -- | -- | -- | -- | -- | -- | ---- | ------ |
| 1.   | Angostura F.C.   | 2  | 2  | 0  | 0  | 7  | 5  | +2   | 6      |
| 2.   | A.C. Lala F.C.   | 2  | 1  | 0  | 1  | 3  | 3  | 0    | 3      |
| 3.   | Chicó de Guayana | 2  | 0  | 0  | 2  | 3  | 5  | -2   | 0      |

| \| Fecha \| Lugar \| Local \| Resultado \| Visitante \| \| ----------- \| ------------ \| ---------------- \| --------- \| ---------------- \| \| 11 de julio \| CTE Cachamay \| Angostura F.C. \| 3 - 2 \| A.C. Lala F.C. \| \| 14 de julio \| CTE Cachamay \| A.C. Lala F.C. \| 1 - 0 \| Chicó de Guayana \| \| 18 de julio \| CTE Cachamay \| Chicó de Guayana \| 3 - 4 \| Angostura F.C. \| |              |                  |           |                  |
| Fecha | Lugar        | Local            | Resultado | Visitante        |
| 11 de julio | CTE Cachamay | Angostura F.C.   | 3 - 2     | A.C. Lala F.C.   |
| 14 de julio | CTE Cachamay | A.C. Lala F.C.   | 1 - 0     | Chicó de Guayana |
| 18 de julio | CTE Cachamay | Chicó de Guayana | 3 - 4     | Angostura F.C.   |

Grupo  2
| Pos. | Equipo                   | PJ | PG | PE | PP | GF | GC | Dif. | Puntos |
| ---- | ------------------------ | -- | -- | -- | -- | -- | -- | ---- | ------ |
| 1.   | Margarita F.C.           | 2  | 2  | 0  | 0  | 4  | 1  | +3   | 6      |
| 2.   | Atlético Furrial         | 2  | 0  | 1  | 1  | 3  | 4  | -1   | 1      |
| 3.   | Petroleros de Anzoátegui | 2  | 0  | 1  | 1  | 4  | 6  | -2   | 1      |

| \| Fecha \| Lugar \| Local \| Resultado \| Visitante \| \| ----------- \| ----------------------- \| ------------------------ \| --------- \| ------------------------ \| \| 11 de julio \| José Antonio Anzoátegui \| Petroleros de Anzoátegui \| 3 - 3 \| Atlético Furrial \| \| 14 de julio \| Alexander Bottini \| Atlético Furrial \| 0 - 1 \| Margarita F.C. \| \| 18 de julio \| Ciudad Dep. Pampatar \| Margarita F.C. \| 3 - 1 \| Petroleros de Anzoátegui \| |                         |                          |           |                          |
| Fecha | Lugar                   | Local                    | Resultado | Visitante                |
| 11 de julio | José Antonio Anzoátegui | Petroleros de Anzoátegui | 3 - 3     | Atlético Furrial         |
| 14 de julio | Alexander Bottini       | Atlético Furrial         | 0 - 1     | Margarita F.C.           |
| 18 de julio | Ciudad Dep. Pampatar    | Margarita F.C.           | 3 - 1     | Petroleros de Anzoátegui |

Grupo 3
| Pos. | Equipo           | PJ | PG | PE | PP | GF | GC | Dif. | Puntos |
| ---- | ---------------- | -- | -- | -- | -- | -- | -- | ---- | ------ |
| 1.   | Libertador F.C.  | 2  | 1  | 1  | 0  | 3  | 0  | +3   | 4      |
| 2.   | Deportivo Petare | 2  | 1  | 1  | 0  | 2  | 1  | +1   | 4      |
| 3.   | UCV F.C.         | 2  | 0  | 0  | 2  | 1  | 5  | -4   | 0      |

| \| Fecha \| Lugar \| Local \| Resultado \| Visitante \| \| ----------- \| ------------ \| ---------------- \| --------- \| ---------------- \| \| 11 de julio \| Fray Luis II \| Libertador F.C. \| 0 - 0 \| Deportivo Petare \| \| 15 de julio \| Fray Luis II \| Deportivo Petare \| 2 - 1 \| UCV F.C. \| \| 18 de julio \| Fray Luis II \| UCV F.C. \| 0 - 3 \| Libertador F.C. \| |              |                  |           |                  |
| Fecha | Lugar        | Local            | Resultado | Visitante        |
| 11 de julio | Fray Luis II | Libertador F.C.  | 0 - 0     | Deportivo Petare |
| 15 de julio | Fray Luis II | Deportivo Petare | 2 - 1     | UCV F.C.         |
| 18 de julio | Fray Luis II | UCV F.C.         | 0 - 3     | Libertador F.C.  |

Grupo 4
| Pos. | Equipo           | PJ | PG | PE | PP | GF | GC | Dif. | Puntos |
| ---- | ---------------- | -- | -- | -- | -- | -- | -- | ---- | ------ |
| 1.   | Yaracuyanos F.C. | 2  | 2  | 0  | 0  | 6  | 1  | +5   | 6      |
| 2.   | Yaracuy F.C.     | 2  | 1  | 0  | 1  | 6  | 4  | +2   | 3      |
| 3.   | Gran Valencia    | 2  | 0  | 0  | 2  | 2  | 9  | -7   | 0      |

| \| Fecha \| Lugar \| Local \| Resultado \| Visitante \| \| ----------- \| ------------------ \| ---------------- \| --------- \| ---------------- \| \| 11 de julio \| Giuseppe Antonelli \| Gran Valencia \| 2 - 5 \| Yaracuy F.C. \| \| 14 de julio \| Florentino Oropeza \| Yaracuy F.C. \| 1 - 2 \| Yaracuyanos F.C. \| \| 18 de julio \| Florentino Oropeza \| Yaracuyanos F.C. \| 4 - 0 \| Gran Valencia \| |                    |                  |           |                  |
| Fecha | Lugar              | Local            | Resultado | Visitante        |
| 11 de julio | Giuseppe Antonelli | Gran Valencia    | 2 - 5     | Yaracuy F.C.     |
| 14 de julio | Florentino Oropeza | Yaracuy F.C.     | 1 - 2     | Yaracuyanos F.C. |
| 18 de julio | Florentino Oropeza | Yaracuyanos F.C. | 4 - 0     | Gran Valencia    |

### Zona Centro Occidental
Grupo 1
| Pos. | Equipo              | PJ | PG | PE | PP | GF | GC | Dif. | Puntos |
| ---- | ------------------- | -- | -- | -- | -- | -- | -- | ---- | ------ |
| 1.   | ULA F.C.            | 2  | 1  | 0  | 1  | 5  | 4  | +1   | 3      |
| 2.   | Llaneros de Guanare | 2  | 1  | 0  | 1  | 3  | 2  | +1   | 3      |
| 3.   | Hermanos Colmenarez | 2  | 1  | 0  | 1  | 2  | 4  | -2   | 3      |

| \| Fecha \| Lugar \| Local \| Resultado \| Visitante \| \| ----------- \| --------------------- \| ------------------- \| --------- \| ------------------- \| \| 11 de julio \| Estadio Metropolitano \| ULA F.C. \| 4 - 1 \| Hermanos Colmenarez \| \| 14 de julio \| Reinaldo Melo \| Hermanos Colmenarez \| 1 - 0 \| Llaneros de Guanare \| \| 18 de julio \| Rafael Calles Pinto \| Llaneros de Guanare \| 3 - 1 \| ULA F.C. \| |                       |                     |           |                     |
| Fecha | Lugar                 | Local               | Resultado | Visitante           |
| 11 de julio | Estadio Metropolitano | ULA F.C.            | 4 - 1     | Hermanos Colmenarez |
| 14 de julio | Reinaldo Melo         | Hermanos Colmenarez | 1 - 0     | Llaneros de Guanare |
| 18 de julio | Rafael Calles Pinto   | Llaneros de Guanare | 3 - 1     | ULA F.C.            |

Grupo 2
| Pos. | Equipo                  | PJ | PG | PE | PP | GF | GC | Dif. | Puntos |
| ---- | ----------------------- | -- | -- | -- | -- | -- | -- | ---- | ------ |
| 1.   | Titanes F.C.            | 2  | 2  | 0  | 0  | 7  | 0  | +7   | 6      |
| 2.   | Deportivo JBL del Zulia | 2  | 1  | 0  | 1  | 2  | 4  | -2   | 3      |
| 3.   | U.A. Falcón             | 2  | 0  | 0  | 2  | 0  | 5  | -5   | 0      |

| \| Fecha \| Lugar \| Local \| Resultado \| Visitante \| \| ----------- \| ----------------------- \| ----------------------- \| --------- \| ----------------------- \| \| 11 de julio \| José Encarnación Romero \| Titanes F.C. \| 4 - 0 \| Deportivo JBL del Zulia \| \| 14 de julio \| José Encarnación Romero \| Deportivo JBL del Zulia \| 2 - 0 \| U.A. Falcón \| \| 18 de julio \| Estadio Pedro Conde \| U.A. Falcón \| 0 - 3 \| Titanes F.C. \| |                         |                         |           |                         |
| Fecha | Lugar                   | Local                   | Resultado | Visitante               |
| 11 de julio | José Encarnación Romero | Titanes F.C.            | 4 - 0     | Deportivo JBL del Zulia |
| 14 de julio | José Encarnación Romero | Deportivo JBL del Zulia | 2 - 0     | U.A. Falcón             |
| 18 de julio | Estadio Pedro Conde     | U.A. Falcón             | 0 - 3     | Titanes F.C.            |

Grupo 3
| Pos. | Equipo             | PJ | PG | PE | PP | GF | GC | Dif. | Puntos |
| ---- | ------------------ | -- | -- | -- | -- | -- | -- | ---- | ------ |
| 1    | Real Frontera S.C. | 2  | 2  | 0  | 0  | 5  | 2  | +3   | 6      |
| 2    | Ureña S.C.         | 2  | 1  | 0  | 1  | 3  | 4  | -1   | 3      |
| 3    | Atlético El Vigía  | 2  | 0  | 0  | 2  | 2  | 4  | -2   | 0      |

| \| Fecha \| Lugar \| Local \| Resultado \| Visitante \| \| ----------- \| ----------------------------- \| ------------------ \| --------- \| ------------------ \| \| 11 de julio \| Ramón Hernández \| Atlético El Vigía \| 1 - 2 \| Ureña S.C. \| \| 14 de julio \| Polideportivo de Pueblo Nuevo \| Ureña S.C. \| 1 - 3 \| Real Frontera S.C. \| \| 18 de julio \| Estadio Pedro Chávez \| Real Frontera S.C. \| 2 - 1 \| Atlético El Vigía \| |                               |                    |           |                    |
| Fecha | Lugar                         | Local              | Resultado | Visitante          |
| 11 de julio | Ramón Hernández               | Atlético El Vigía  | 1 - 2     | Ureña S.C.         |
| 14 de julio | Polideportivo de Pueblo Nuevo | Ureña S.C.         | 1 - 3     | Real Frontera S.C. |
| 18 de julio | Estadio Pedro Chávez          | Real Frontera S.C. | 2 - 1     | Atlético El Vigía  |

## Segunda Fase
Iniciara el 8 de agosto con los partidos de ida, quedando establecido que la vuelta se cumplirá el miércoles 15 de agosto.
Está contemplado que la tercera fase de este torneo nacional que se juega en forma simultánea con los campeonatos nacionales de primera y segunda categoría, se realizará entre los 14 clasificados de la segunda fase que se unen a los 18 conjuntos de primera división, para sumar 32 elencos.

### Dieciseisavos de final
Para esta tercera fase los equipos serán distribuidos en dos grupos: centro-oriente y centro-occidente, cada grupo con ocho llaves para un total de 16 llaves, todo por aproximación geográfica.
Los clubes se enfrentarán por eliminación directa con partidos de ida y vuelta y los ganadores clasificarán a los octavos de final.

### Zona Centro Oriental
| Equipo local            | Resultado | Equipo visitante     | Ida   | Vuelta     |
| ----------------------- | --------- | -------------------- | ----- | ---------- |
| Angostura               | 5 - 1     | Mineros de Guayana   | 2 - 1 | 3 - 0[n 1] |
| Lala                    | 2 - 6     | Monagas              | 1 - 1 | 1 - 5      |
| Margarita               | 1 - 4     | Deportivo Anzoátegui | 0 - 1 | 1 - 3      |
| Atlético Furrial        | 1 - 4     | Deportivo La Guaira  | 1 - 3 | 0 - 1      |
| Petare                  | 1 - 7     | Caracas              | 1 - 4 | 0 - 3      |
| Academia Puerto Cabello | 0 - 1     | Metropolitanos       | 0 - 1 | 0 - 0      |
| Libertador              | 2 - 4     | Aragua               | 0 - 3 | 2 - 1      |
| Estudiantes de Caracas  | 3 - 7     | Atlético Venezuela   | 1 - 3 | 2 - 4      |

### Zona Centro Occidental
| Equipo local        | Resultado | Equipo visitante      | Ida   | Vuelta  |
| ------------------- | --------- | --------------------- | ----- | ------- |
| Deportivo JBL       | 3 - 1     | Trujillanos           | 1 - 0 | 2 - 1   |
| Yaracuy             | 5 - 2     | Deportivo Lara        | 3 - 1 | 2 - 1   |
| Titanes             | 1 - 2     | Zulia                 | 1 - 2 | 0 - 0   |
| Yaracuyanos         | 1 - 3     | Carabobo              | 1 - 0 | 0 - 3   |
| Unión Local Andina  | 2 - 3     | Zamora                | 1 - 1 | 1 - 2   |
| Llaneros de Guanare | 4 - 3     | Portuguesa            | 1 - 2 | 3 - 1   |
| Real Frontera       | 0 - 2     | Deportivo Táchira     | 0 - 1 | 0 - 1   |
| Ureña               | 2 - 0     | Estudiantes de Mérida | 2 - 0 | Anulado |

## Fase final
La fase final consistirá en cuatro rondas eliminatorias a doble partido. El local en la ida se encuentra en la línea de arriba, el local en la vuelta está en la línea de abajo.
Las 4 primeras series corresponden al grupo occidental mientras que las 4 últimas al grupo oriental.

### Eliminatorias
|  | Octavos de final                | Octavos de final                | Octavos de final                |   |                      | Cuartos de final                | Cuartos de final                | Cuartos de final                |  |                      | Semifinales                    | Semifinales                    | Semifinales                    |  |            | Final                          | Final                          | Final                          |  |
|  | 29 de agosto al 5 de septiembre | 29 de agosto al 5 de septiembre | 29 de agosto al 5 de septiembre |   |                      | 9 de septiembre al 3 de octubre | 9 de septiembre al 3 de octubre | 9 de septiembre al 3 de octubre |  |                      | 10 de octubre al 14 de octubre | 10 de octubre al 14 de octubre | 10 de octubre al 14 de octubre |  |            | 24 de octubre al 31 de octubre | 24 de octubre al 31 de octubre | 24 de octubre al 31 de octubre |  |
|  |                                 |                                 |                                 |   |                      |                                 |                                 |                                 |  |                      |                                |                                |                                |  |            |                                |                                |                                |  |
|  |                                 |                                 |                                 |   |                      |                                 |                                 |                                 |  |                      |                                |                                |                                |  |            |                                |                                |                                |  |
|  | Deportivo JBL                   | 0                               | 0                               |   |                      |                                 |                                 |                                 |  |                      |                                |                                |                                |  |            |                                |                                |                                |  |
|  | Deportivo JBL                   | 0                               | 0                               |   |                      |                                 |                                 |                                 |  |                      |                                |                                |                                |  |            |                                |                                |                                |  |
|  | Zulia F.C.                      | 1                               | 2                               |   |                      |                                 |                                 |                                 |  |                      |                                |                                |                                |  |            |                                |                                |                                |  |
|  | Zulia F.C.                      | 1                               | 2                               |   | Zulia F.C. (v.)      | 1                               | 2                               |                                 |  |                      |                                |                                |                                |  |            |                                |                                |                                |  |
|  |                                 |                                 |                                 |   | Zulia F.C. (v.)      | 1                               | 2                               |                                 |  |                      |                                |                                |                                |  |            |                                |                                |                                |  |
|  |                                 |                                 | Carabobo F.C.                   | 1 | 2                    |                                 |                                 |                                 |  |                      |                                |                                |                                |  |            |                                |                                |                                |  |
|  | Yaracuy F.C.                    | 2                               | Carabobo F.C.                   | 1 | 2                    | 0                               |                                 |                                 |  |                      |                                |                                |                                |  |            |                                |                                |                                |  |
|  | Yaracuy F.C.                    | 2                               |                                 |   |                      |                                 |                                 |                                 |  |                      |                                |                                |                                |  |            |                                |                                |                                |  |
|  | Carabobo F.C. (v.)              | 2                               | 0                               |   |                      |                                 |                                 |                                 |  |                      |                                |                                |                                |  |            |                                |                                |                                |  |
|  | Carabobo F.C. (v.)              | 2                               | 0                               |   |                      |                                 |                                 |                                 |  | Zulia F.C.           | 2                              | 0                              |                                |  |            |                                |                                |                                |  |
|  |                                 |                                 |                                 |   |                      |                                 |                                 |                                 |  | Zulia F.C.           | 2                              | 0                              |                                |  |            |                                |                                |                                |  |
|  |                                 |                                 | Zamora F.C.                     | 0 | 0                    |                                 |                                 |                                 |  |                      |                                |                                |                                |  |            |                                |                                |                                |  |
|  | Zamora F.C.                     | 2                               | Zamora F.C.                     | 0 | 0                    | 1                               |                                 |                                 |  |                      |                                |                                |                                |  |            |                                |                                |                                |  |
|  | Zamora F.C.                     | 2                               |                                 |   |                      |                                 |                                 |                                 |  |                      |                                |                                |                                |  |            |                                |                                |                                |  |
|  | Deportivo Táchira               | 1                               | 1                               |   |                      |                                 |                                 |                                 |  |                      |                                |                                |                                |  |            |                                |                                |                                |  |
|  | Deportivo Táchira               | 1                               | 1                               |   | Zamora F.C.          | 1                               | 2                               |                                 |  |                      |                                |                                |                                |  |            |                                |                                |                                |  |
|  |                                 |                                 |                                 |   | Zamora F.C.          | 1                               | 2                               |                                 |  |                      |                                |                                |                                |  |            |                                |                                |                                |  |
|  |                                 |                                 | Llaneros de Guanare             | 0 | 1                    |                                 |                                 |                                 |  |                      |                                |                                |                                |  |            |                                |                                |                                |  |
|  | Llaneros de Guanare             | 2                               | Llaneros de Guanare             | 0 | 1                    | 1 (4)                           |                                 |                                 |  |                      |                                |                                |                                |  |            |                                |                                |                                |  |
|  | Llaneros de Guanare             | 2                               |                                 |   |                      |                                 |                                 |                                 |  |                      |                                |                                |                                |  |            |                                |                                |                                |  |
|  | Ureña S.C.                      | 1                               | 2 (3)                           |   |                      |                                 |                                 |                                 |  |                      |                                |                                |                                |  |            |                                |                                |                                |  |
|  | Ureña S.C.                      | 1                               | 2 (3)                           |   |                      |                                 |                                 |                                 |  |                      |                                |                                |                                |  | Zulia F.C. | 2                              | 1                              |                                |  |
|  |                                 |                                 |                                 |   |                      |                                 |                                 |                                 |  |                      |                                |                                |                                |  | Zulia F.C. | 2                              | 1                              |                                |  |
|  |                                 |                                 | Aragua F.C.                     | 1 | 0                    |                                 |                                 |                                 |  |                      |                                |                                |                                |  |            |                                |                                |                                |  |
|  | Angostura F.C.                  | 0                               | Aragua F.C.                     | 1 | 0                    | 0                               |                                 |                                 |  |                      |                                |                                |                                |  |            |                                |                                |                                |  |
|  | Angostura F.C.                  | 0                               |                                 |   |                      |                                 |                                 |                                 |  |                      |                                |                                |                                |  |            |                                |                                |                                |  |
|  | Deportivo Anzoátegui            | 2                               | 0                               |   |                      |                                 |                                 |                                 |  |                      |                                |                                |                                |  |            |                                |                                |                                |  |
|  | Deportivo Anzoátegui            | 2                               | 0                               |   | Deportivo Anzoátegui | 1                               | 1 (3)                           |                                 |  |                      |                                |                                |                                |  |            |                                |                                |                                |  |
|  |                                 |                                 |                                 |   | Deportivo Anzoátegui | 1                               | 1 (3)                           |                                 |  |                      |                                |                                |                                |  |            |                                |                                |                                |  |
|  |                                 |                                 | Deportivo La Guaira             | 1 | 1 (2)                |                                 |                                 |                                 |  |                      |                                |                                |                                |  |            |                                |                                |                                |  |
|  | Monagas S.C.                    | 1                               | Deportivo La Guaira             | 1 | 1 (2)                | 1                               |                                 |                                 |  |                      |                                |                                |                                |  |            |                                |                                |                                |  |
|  | Monagas S.C.                    | 1                               |                                 |   |                      |                                 |                                 |                                 |  |                      |                                |                                |                                |  |            |                                |                                |                                |  |
|  | Deportivo La Guaira             | 2                               | 2                               |   |                      |                                 |                                 |                                 |  |                      |                                |                                |                                |  |            |                                |                                |                                |  |
|  | Deportivo La Guaira             | 2                               | 2                               |   |                      |                                 |                                 |                                 |  | Deportivo Anzoátegui | 0                              | 2                              |                                |  |            |                                |                                |                                |  |
|  |                                 |                                 |                                 |   |                      |                                 |                                 |                                 |  | Deportivo Anzoátegui | 0                              | 2                              |                                |  |            |                                |                                |                                |  |
|  |                                 |                                 | Aragua F.C.                     | 0 | 3                    |                                 |                                 |                                 |  |                      |                                |                                |                                |  |            |                                |                                |                                |  |
|  | Caracas F.C.                    | 0                               | Aragua F.C.                     | 0 | 3                    | 0                               |                                 |                                 |  |                      |                                |                                |                                |  |            |                                |                                |                                |  |
|  | Caracas F.C.                    | 0                               |                                 |   |                      |                                 |                                 |                                 |  |                      |                                |                                |                                |  |            |                                |                                |                                |  |
|  | Aragua F.C.                     | 2                               | 1                               |   |                      |                                 |                                 |                                 |  |                      |                                |                                |                                |  |            |                                |                                |                                |  |
|  | Aragua F.C.                     | 2                               | 1                               |   | Aragua F.C.          | 2                               | 2                               |                                 |  |                      |                                |                                |                                |  |            |                                |                                |                                |  |
|  |                                 |                                 |                                 |   | Aragua F.C.          | 2                               | 2                               |                                 |  |                      |                                |                                |                                |  |            |                                |                                |                                |  |
|  |                                 |                                 | Atlético Venezuela              | 0 | 1                    |                                 |                                 |                                 |  |                      |                                |                                |                                |  |            |                                |                                |                                |  |
|  | Metropolitanos F.C.             | 1                               | Atlético Venezuela              | 0 | 1                    | 0                               |                                 |                                 |  |                      |                                |                                |                                |  |            |                                |                                |                                |  |
|  | Metropolitanos F.C.             | 1                               |                                 |   |                      |                                 |                                 |                                 |  |                      |                                |                                |                                |  |            |                                |                                |                                |  |
|  | Atlético Venezuela (v.)         | 1                               | 0                               |   |                      |                                 |                                 |                                 |  |                      |                                |                                |                                |  |            |                                |                                |                                |  |
|  | Atlético Venezuela (v.)         | 1                               | 0                               |   |                      |                                 |                                 |                                 |  |                      |                                |                                |                                |  |            |                                |                                |                                |  |
|  |                                 |                                 |                                 |   |                      |                                 |                                 |                                 |  |                      |                                |                                |                                |  |            |                                |                                |                                |  |

### Octavos de final

#### Deportivo JBL-Zulia
| 29 de agosto de 2018, 15:00 | Deportivo JBL | 0:1 (0:1) | Zulia               | José Encarnación Romero, Maracaibo                      |                                                         |
|                             |               |           | 37' Albert Zambrano | Asistencia: 1.306 espectadores Árbitro(s): Maria Herran | Asistencia: 1.306 espectadores Árbitro(s): Maria Herran |

| 5 de septiembre de 2018, 16:30 | Zulia                                | 2:0 (1:0) (Global 3:0) | Deportivo JBL | José Encarnación Romero, Maracaibo                            |                                                               |
|                                | Grenddy Perozo 31' · César Gómez 52' |                        |               | Asistencia: 1.947 espectadores Árbitro(s): Orlando Bracamonte | Asistencia: 1.947 espectadores Árbitro(s): Orlando Bracamonte |

#### Yaracuy-Carabobo
| 29 de agosto de 2018, 15:30 | Yaracuy                  | 2:2 (0:0) | Carabobo                                  | Florentino Oropeza, San Felipe                           |                                                          |
|                             | Francisco Rivero 80' 84' |           | 49' Framber Villegas · 52' Aquiles Ocanto | Asistencia: 850 espectadores Árbitro(s): Yercinia Correa | Asistencia: 850 espectadores Árbitro(s): Yercinia Correa |

| 5 de septiembre de 2018, 16:00 | Carabobo | 0:0 (Global 2:2) | Yaracuy | Metropolitano de Lara, Cabudare                      |  |
|                                |          |                  |         | Asistencia: 273 espectadores Árbitro(s): José Argote |  |

#### Zamora-Deportivo Táchira
| 29 de agosto de 2018, 19:00 | Zamora                                    | 2:1 (1:1) | Deportivo Táchira      | Agustín Tovar, Barinas                                 |                                                        |
|                             | Anthony Uribe 26' · Erickson Gallardo 54' |           | 7' Giancarlo Maldonado | Asistencia: 4.397 espectadores Árbitro(s): José Argote | Asistencia: 4.397 espectadores Árbitro(s): José Argote |

| 5 de septiembre de 2018, 17:00 | Deportivo Táchira   | 1:1 (0:1) (Global 2:3) | Zamora                  | Polideportivo de Pueblo Nuevo, San Cristóbal             |                                                          |
|                                | Víctor Aquino 90+7' |                        | 45+2' Erickson Gallardo | Asistencia: 2.098 espectadores Árbitro(s): Angel Arteaga | Asistencia: 2.098 espectadores Árbitro(s): Angel Arteaga |

#### Llaneros de Guanare-Ureña
| 29 de agosto de 2018, 15:30 | Llaneros de Guanare                       | 2:1 (1:0) | Ureña              | Rafael Calles Pinto, Guanare                              |                                                           |
|                             | Kevin Palacio 45+5' · Diosbert Rivero 59' |           | 88' Gilson Salazar | Asistencia: 808 espectadores Árbitro(s): Jonathan Sanchez | Asistencia: 808 espectadores Árbitro(s): Jonathan Sanchez |

| 5 de septiembre de 2018, 17:00 | Ureña                                 | 2:1 (0:0) (3:4 p.)(Global 3:3) | Llaneros de Guanare | Estadio Bicentenario, Ureña                              |                                                          |
|                                | Jilson Ortiz 61' · Gilson Salazar 71' |                                | 55' Yohalex Vasquez | Asistencia: 300 espectadores Árbitro(s): Leonardo Caripa | Asistencia: 300 espectadores Árbitro(s): Leonardo Caripa |

#### Angostura-Deportivo Anzoátegui
| 29 de agosto de 2018, 16:00 | Angostura | 0:2 (0:1) | Deportivo Anzoátegui | Ricardo Tulio Maya, Ciudad Bolívar                      |                                                         |
|                             |           |           | 34' 61' Yorwin Lobo  | Asistencia: 300 espectadores Árbitro(s): Yender Herrera | Asistencia: 300 espectadores Árbitro(s): Yender Herrera |

| 5 de septiembre de 2018, 17:00 | Deportivo Anzoátegui | 0:0 (Global 2:0) | Angostura | José Antonio Anzoátegui, Puerto La Cruz                    |  |
|                                |                      |                  |           | Asistencia: 1.532 espectadores Árbitro(s): Francisco Lopez |  |

#### Monagas-Deportivo La Guaira
| 29 de agosto de 2018, 18:00 | Monagas         | 1:2 (0:2) | Deportivo La Guaira                | Monumental de Maturin, Maturin                          |                                                         |
|                             | Rubén Rojas 52' |           | 9' César González · 43' Jesús Lugo | Asistencia: 2.154 espectadores Árbitro(s): Edwing Gómez | Asistencia: 2.154 espectadores Árbitro(s): Edwing Gómez |

| 5 de septiembre de 2018, 10:30 | Deportivo La Guaira                    | 2:1 (0:0) (Global 4:2) | Monagas            | Estadio de la USM, Caracas                              |                                                         |
|                                | Darwin González 66' · Arles Flores 86' |                        | 84' Jesús González | Asistencia: 393 espectadores Árbitro(s): Jose Luis Hoyo | Asistencia: 393 espectadores Árbitro(s): Jose Luis Hoyo |

#### Caracas-Aragua
| 29 de agosto de 2018, 16:00 | Caracas | 0:2 (0:2) | Aragua                                    | Cocodrilos Sports Park, Caracas                             |                                                             |
|                             |         |           | 32' Edanyilber Navas · 42' Carlos Salazar | Asistencia: 1.071 espectadores Árbitro(s): Marlon Escalante | Asistencia: 1.071 espectadores Árbitro(s): Marlon Escalante |

| 5 de septiembre de 2018, 17:00 | Aragua          | 1:0 (0:0) (Global 3:0) | Caracas | Estadio Hermanos Ghersi, Maracay                        |                                                         |
|                                | Luis Guerra 72' |                        |         | Asistencia: 2.262 espectadores Árbitro(s): Edwing Gómez | Asistencia: 2.262 espectadores Árbitro(s): Edwing Gómez |

#### Metropolitanos-Atlético Venezuela
| 29 de agosto de 2018, 15:30 | Metropolitanos          | 1:1 (1:0) | Atlético Venezuela | Estadio de la USM, Caracas                          |                                                     |
|                             | Anderson Arciniegas 33' |           | 70' Jhoel Salazar  | Asistencia: 421 espectadores Árbitro(s): Reyes Soto | Asistencia: 421 espectadores Árbitro(s): Reyes Soto |

| 5 de septiembre de 2018, 15:30 | Atlético Venezuela | 0:0 (Global 1:1) | Metropolitanos | Giuseppe Antonelli, Maracay                              |  |
|                                |                    |                  |                | Asistencia: 150 espectadores Árbitro(s): Robert Mosqueda |  |

### Cuartos de final

#### Zulia-Carabobo
| 9 de septiembre de 2018, 16:30 | Zulia              | 1:1 (0:0) | Carabobo            | José Encarnación Romero, Maracaibo                        |                                                           |
|                                | Grenddy Perozo 56' |           | 90+2' Carlos Rivero | Asistencia: 2.431 espectadores Árbitro(s): Yorman Delgado | Asistencia: 2.431 espectadores Árbitro(s): Yorman Delgado |

| 3 de octubre de 2018, 19:00 | Carabobo                             | 2:2 (1:1) (Global 3:3) | Zulia                                 | Polideportivo Misael Delgado, Valencia                    |                                                           |
|                             | Aquiles Ocanto 25' · Juan Colina 68' |                        | 35' Cristian Martín · 90+4' Dany Cure | Asistencia: 1.028 espectadores Árbitro(s): Yender Herrera | Asistencia: 1.028 espectadores Árbitro(s): Yender Herrera |

#### Zamora-Llaneros de Guanare
| 9 de septiembre de 2018, 18:00 | Zamora              | 1:0 (1:0) | Llaneros de Guanare | Agustín Tovar, Barinas                                     |                                                            |
|                                | Anthony Uribe 45+2' |           |                     | Asistencia: 3.557 espectadores Árbitro(s): Emikar Calderas | Asistencia: 3.557 espectadores Árbitro(s): Emikar Calderas |

| 3 de octubre de 2018, 15:30 | Llaneros de Guanare | 1:2 (0:2) (Global 1:3) | Zamora                                     | Rafael CallesPinto, Guanare                               |                                                           |
|                             | Mannuel Fuentes 66' |                        | 5' Franklin Blanco · 18' Erickson Gallardo | Asistencia: 1.170 espectadores Árbitro(s): Eduardo Mármol | Asistencia: 1.170 espectadores Árbitro(s): Eduardo Mármol |

#### Deportivo Anzoátegui-Deportivo La Guaira
| 9 de septiembre de 2018, 17:00 | Deportivo Anzoátegui | 1:1 (0:1) | Deportivo La Guaira | José Antonio Anzoátegui, Puerto La Cruz                  |                                                          |
|                                | Jesús Yendis 61'     |           | 44' Héber García    | Asistencia: 1.088 espectadores Árbitro(s): William Gómez | Asistencia: 1.088 espectadores Árbitro(s): William Gómez |

| 3 de octubre de 2018, 10:30 | Deportivo La Guaira                                                            | 1:1 (1:1) (2:3 p.)(Global 2:2) | Deportivo Anzoátegui                                                    | Olímpico de la UCV, Caracas                            |                                                        |
|                             | La Mantía 30'                                                                  |                                | 21' Leandro Zacarías                                                    | Asistencia: 2.843 espectadores Árbitro(s): José Argote | Asistencia: 2.843 espectadores Árbitro(s): José Argote |
|                             |                                                                                | Tiros desde el punto penal     |                                                                         |                                                        |                                                        |
|                             | - Arles Flores - Darwin González - César González - Héber García - La Mantía ´ |                                | - Arquímedes Hernández - José Moreno - Richard Figueroa - Mauro Griguol |                                                        |                                                        |

#### Aragua-Atlético Venezuela
| 9 de septiembre de 2018, 17:00 | Aragua                             | 2:0 (0:0) | Atlético Venezuela | Estadio Hermanos Ghersi, Maracay                        |                                                         |
|                                | Ángel Gamboa 51' · Luis Guerra 61' |           |                    | Asistencia: 2.010 espectadores Árbitro(s): Ronny Cuevas | Asistencia: 2.010 espectadores Árbitro(s): Ronny Cuevas |

| 3 de octubre de 2018, 15:30 | Atlético Venezuela | 1:2 (1:2) (Global 1:4) | Aragua                              | Giuseppe Antonelli, Maracay                               |                                                           |
|                             | Leandro Sosa 5'    |                        | 38' Edgar Bonilla · 43' Luis Guerra | Asistencia: 398 espectadores Árbitro(s): Jesús Valenzuela | Asistencia: 398 espectadores Árbitro(s): Jesús Valenzuela |

### Semifinal

#### Zulia-Zamora
| 10 de octubre de 2018, 16:00 | Zulia                                | 2:0 (1:0) | Zamora | José Encarnación Romero, Maracaibo                        |                                                           |
|                              | - Jose Martinez 43' - Enzo Prono 89' |           |        | Asistencia: 2.196 espectadores Árbitro(s): Anderson Tovar | Asistencia: 2.196 espectadores Árbitro(s): Anderson Tovar |

| 14 de octubre de 2018, 18:00 | Zamora | 0:0 (Global 0:2) | Zulia | Agustín Tovar, Barinas                                      |  |
|                              |        |                  |       | Asistencia: 5.761 espectadores Árbitro(s): Jesús Valenzuela |  |

#### Deportivo Anzoátegui-Aragua
| 10 de octubre de 2018, 17:00 | Deportivo Anzoátegui | 0:0 | Aragua | José Antonio Anzoátegui, Puerto La Cruz                  |  |
|                              |                      |     |        | Asistencia: 332 espectadores Árbitro(s): Emikar Calderas |  |

| 14 de octubre de 2018, 14:00 | Aragua                                                      | 3:2 (1:1) (Global 3:2) | Deportivo Anzoátegui                     | Estadio Hermanos Ghersi, Maracay                     |                                                      |
|                              | Wilber Bravo 19' · Edgar Bonilla 52' · Edanyilber Navas 89' |                        | 45' Jairo Otero · 90+5' Williams Camacho | Asistencia: 5.749 espectadores Árbitro(s): Juan Soto | Asistencia: 5.749 espectadores Árbitro(s): Juan Soto |

### Final

#### Ida
| 1     | Guardameta     | Yhonattan Yustiz |     |
| 7     | Defensa        | Ynmer Gonzalez   |     |
| 4     | Defensa        | Hugo Soto        |     |
| 29    | Defensa        | Carlos Salazar   |     |
| 3     | Defensa        | Johan Montes     |     |
| 24    | Centrocampista | Pedro Álvarez    |     |
| 13    | Centrocampista | Daniel Ochoa     |     |
| 5     | Centrocampista | Diego Guerrero   | 89' |
| 20    | Centrocampista | Luis Guerra      | 89' |
| 11    | Delantero      | Édgar Bonilla    | 70' |
| 17    | Delantero      | Wilber Bravo     |     |
| D. T. | D. T.          | Héctor Estrada   |     |

| 23    | Guardameta     | Leo Morales       |     |
| 2     | Defensa        | Marco Gómez       |     |
| 13    | Defensa        | José Martínez     |     |
| 22    | Defensa        | Martín Rodríguez  |     |
| 6     | Defensa        | Gabriel Benítez   |     |
| 17    | Centrocampista | César Gómez       |     |
| 10    | Centrocampista | Evelio Hernández  |     |
| 29    | Centrocampista | Luis Vázquez      |     |
| 18    | Centrocampista | Brayan Palmezano  | 87' |
| 32    | Delantero      | Dany Cure         | 80' |
| 25    | Delantero      | Junior Paredes    | 84' |
| D. T. | D. T.          | Francesco Stifano |     |

| 2  | Defensa        | Francisco Fajardo | 70' |
| 30 | Delantero      | Ángel Gamboa      | 89' |
| 27 | Centrocampista | Edanyilber Navas  | 89' |

| 11 | Delantero | Frank Feltscher | 80' |
| 16 | Delantero | Miguel Celis    | 84' |
| 20 | Defensa   | Grenddy Perozo  | 87' |

| 41' | Wilber Barrios | 1:0 |

| 78' · 85' | Brayan Palmezano Martín Rodríguez | 1:1 1:2 |

| 15' · 28' | Ynmer González Daniel Ochoa |

| 62' · 86' | Brayan Palmezano Leo Morales |

| 66' | Ynmer González |

| Principal  | Juan Soto          |
| Asistentes | Jorge Urrego       |
|            | Migdalia Rodríguez |
| Cuarto     | Adrián Cabello     |

| 1     | Guardameta     | Yhonattan Yustiz |     |
| 7     | Defensa        | Ynmer Gonzalez   |     |
| 4     | Defensa        | Hugo Soto        |     |
| 29    | Defensa        | Carlos Salazar   |     |
| 3     | Defensa        | Johan Montes     |     |
| 24    | Centrocampista | Pedro Álvarez    |     |
| 13    | Centrocampista | Daniel Ochoa     |     |
| 5     | Centrocampista | Diego Guerrero   | 89' |
| 20    | Centrocampista | Luis Guerra      | 89' |
| 11    | Delantero      | Édgar Bonilla    | 70' |
| 17    | Delantero      | Wilber Bravo     |     |
| D. T. | D. T.          | Héctor Estrada   |     |

| 23    | Guardameta     | Leo Morales       |     |
| 2     | Defensa        | Marco Gómez       |     |
| 13    | Defensa        | José Martínez     |     |
| 22    | Defensa        | Martín Rodríguez  |     |
| 6     | Defensa        | Gabriel Benítez   |     |
| 17    | Centrocampista | César Gómez       |     |
| 10    | Centrocampista | Evelio Hernández  |     |
| 29    | Centrocampista | Luis Vázquez      |     |
| 18    | Centrocampista | Brayan Palmezano  | 87' |
| 32    | Delantero      | Dany Cure         | 80' |
| 25    | Delantero      | Junior Paredes    | 84' |
| D. T. | D. T.          | Francesco Stifano |     |

| 2  | Defensa        | Francisco Fajardo | 70' |
| 30 | Delantero      | Ángel Gamboa      | 89' |
| 27 | Centrocampista | Edanyilber Navas  | 89' |

| 11 | Delantero | Frank Feltscher | 80' |
| 16 | Delantero | Miguel Celis    | 84' |
| 20 | Defensa   | Grenddy Perozo  | 87' |

| 41' | Wilber Barrios | 1:0 |

| 78' · 85' | Brayan Palmezano Martín Rodríguez | 1:1 1:2 |

| 15' · 28' | Ynmer González Daniel Ochoa |

| 62' · 86' | Brayan Palmezano Leo Morales |

| 66' | Ynmer González |

| Principal  | Juan Soto          |
| Asistentes | Jorge Urrego       |
|            | Migdalia Rodríguez |
| Cuarto     | Adrián Cabello     |

| 1     | Guardameta     | Yhonattan Yustiz |     |
| 7     | Defensa        | Ynmer Gonzalez   |     |
| 4     | Defensa        | Hugo Soto        |     |
| 29    | Defensa        | Carlos Salazar   |     |
| 3     | Defensa        | Johan Montes     |     |
| 24    | Centrocampista | Pedro Álvarez    |     |
| 13    | Centrocampista | Daniel Ochoa     |     |
| 5     | Centrocampista | Diego Guerrero   | 89' |
| 20    | Centrocampista | Luis Guerra      | 89' |
| 11    | Delantero      | Édgar Bonilla    | 70' |
| 17    | Delantero      | Wilber Bravo     |     |
| D. T. | D. T.          | Héctor Estrada   |     |

| 23    | Guardameta     | Leo Morales       |     |
| 2     | Defensa        | Marco Gómez       |     |
| 13    | Defensa        | José Martínez     |     |
| 22    | Defensa        | Martín Rodríguez  |     |
| 6     | Defensa        | Gabriel Benítez   |     |
| 17    | Centrocampista | César Gómez       |     |
| 10    | Centrocampista | Evelio Hernández  |     |
| 29    | Centrocampista | Luis Vázquez      |     |
| 18    | Centrocampista | Brayan Palmezano  | 87' |
| 32    | Delantero      | Dany Cure         | 80' |
| 25    | Delantero      | Junior Paredes    | 84' |
| D. T. | D. T.          | Francesco Stifano |     |

| 2  | Defensa        | Francisco Fajardo | 70' |
| 30 | Delantero      | Ángel Gamboa      | 89' |
| 27 | Centrocampista | Edanyilber Navas  | 89' |

| 11 | Delantero | Frank Feltscher | 80' |
| 16 | Delantero | Miguel Celis    | 84' |
| 20 | Defensa   | Grenddy Perozo  | 87' |

| 41' | Wilber Barrios | 1:0 |

| 78' · 85' | Brayan Palmezano Martín Rodríguez | 1:1 1:2 |

| 15' · 28' | Ynmer González Daniel Ochoa |

| 62' · 86' | Brayan Palmezano Leo Morales |

| 66' | Ynmer González |

| Principal  | Juan Soto          |
| Asistentes | Jorge Urrego       |
|            | Migdalia Rodríguez |
| Cuarto     | Adrián Cabello     |

| 1     | Guardameta     | Yhonattan Yustiz |     |
| 7     | Defensa        | Ynmer Gonzalez   |     |
| 4     | Defensa        | Hugo Soto        |     |
| 29    | Defensa        | Carlos Salazar   |     |
| 3     | Defensa        | Johan Montes     |     |
| 24    | Centrocampista | Pedro Álvarez    |     |
| 13    | Centrocampista | Daniel Ochoa     |     |
| 5     | Centrocampista | Diego Guerrero   | 89' |
| 20    | Centrocampista | Luis Guerra      | 89' |
| 11    | Delantero      | Édgar Bonilla    | 70' |
| 17    | Delantero      | Wilber Bravo     |     |
| D. T. | D. T.          | Héctor Estrada   |     |

| 23    | Guardameta     | Leo Morales       |     |
| 2     | Defensa        | Marco Gómez       |     |
| 13    | Defensa        | José Martínez     |     |
| 22    | Defensa        | Martín Rodríguez  |     |
| 6     | Defensa        | Gabriel Benítez   |     |
| 17    | Centrocampista | César Gómez       |     |
| 10    | Centrocampista | Evelio Hernández  |     |
| 29    | Centrocampista | Luis Vázquez      |     |
| 18    | Centrocampista | Brayan Palmezano  | 87' |
| 32    | Delantero      | Dany Cure         | 80' |
| 25    | Delantero      | Junior Paredes    | 84' |
| D. T. | D. T.          | Francesco Stifano |     |

| 2  | Defensa        | Francisco Fajardo | 70' |
| 30 | Delantero      | Ángel Gamboa      | 89' |
| 27 | Centrocampista | Edanyilber Navas  | 89' |

| 11 | Delantero | Frank Feltscher | 80' |
| 16 | Delantero | Miguel Celis    | 84' |
| 20 | Defensa   | Grenddy Perozo  | 87' |

| 41' | Wilber Barrios | 1:0 |

| 78' · 85' | Brayan Palmezano Martín Rodríguez | 1:1 1:2 |

| 15' · 28' | Ynmer González Daniel Ochoa |

| 62' · 86' | Brayan Palmezano Leo Morales |

| 66' | Ynmer González |

| Principal  | Juan Soto          |
| Asistentes | Jorge Urrego       |
|            | Migdalia Rodríguez |
| Cuarto     | Adrián Cabello     |

#### Vuelta
| 1     | Guardameta     | Leo Morales       |     |
| 7     | Defensa        | Marcos Gómez      |     |
| 4     | Defensa        | Martín Rodríguez  |     |
| 29    | Defensa        | José Martínez     |     |
| 3     | Defensa        | Gabriel Benitez   |     |
| 24    | Centrocampista | Cesar Gómez       |     |
| 13    | Centrocampista | Evelio Hernández  | 89' |
| 5     | Centrocampista | Brayan Palmezano  |     |
| 20    | Centrocampista | Luis Vázquez      |     |
| 11    | Delantero      | Dany Cure         | 76' |
| 17    | Delantero      | Miguel Celis      | 89' |
| D. T. | D. T.          | Francesco Stifano |     |

| 23    | Guardameta     | Yhonattan Yustiz  |     |
| 2     | Defensa        | Daniel Ochoa      |     |
| 13    | Defensa        | Hugo Soto         |     |
| 22    | Defensa        | Carlos Salazar    |     |
| 6     | Defensa        | Francisco Fajardo | 79' |
| 17    | Centrocampista | Johan Montes      | 46' |
| 10    | Centrocampista | Diego Guerrero    | 32' |
| 29    | Centrocampista | Pedro Álvarez     |     |
| 18    | Centrocampista | Wilber Bravo      |     |
| 32    | Delantero      | Édgar Bonilla     |     |
| 25    | Delantero      | Luis Guerra       |     |
| D. T. | D. T.          | Héctor Estrada    |     |

| 3  | Defensa   | Daniel Rivillo | 76' |
| 20 | Defensa   | Grenddy Perozo | 89' |
| 21 | Delantero | Enzo Prono     | 89' |

| 27 | Centrocampista | Edanyilber Navas | 32' |
| 28 | Defensa        | Yeferson Bedoya  | 46' |
| 30 | Defensa        | Ángel Gamboa     | 79' |

| 21' | Miguel Celis | 1:0 |

| 45' | Evelio Hernández |

| 11' · 36' · 51' · 55' · 84' | Luis Guerra Edanyilber Navas Carlos Salazar Pedro Álvarez Hugo Soto |

| 85' | Hugo Soto |

| Principal  | Ángel Arteaga       |
| Asistentes | Lubin Torrealba     |
|            | Franchescoly Chacón |
| Cuarto     | José Luis Hoyo      |

| 1     | Guardameta     | Leo Morales       |     |
| 7     | Defensa        | Marcos Gómez      |     |
| 4     | Defensa        | Martín Rodríguez  |     |
| 29    | Defensa        | José Martínez     |     |
| 3     | Defensa        | Gabriel Benitez   |     |
| 24    | Centrocampista | Cesar Gómez       |     |
| 13    | Centrocampista | Evelio Hernández  | 89' |
| 5     | Centrocampista | Brayan Palmezano  |     |
| 20    | Centrocampista | Luis Vázquez      |     |
| 11    | Delantero      | Dany Cure         | 76' |
| 17    | Delantero      | Miguel Celis      | 89' |
| D. T. | D. T.          | Francesco Stifano |     |

| 23    | Guardameta     | Yhonattan Yustiz  |     |
| 2     | Defensa        | Daniel Ochoa      |     |
| 13    | Defensa        | Hugo Soto         |     |
| 22    | Defensa        | Carlos Salazar    |     |
| 6     | Defensa        | Francisco Fajardo | 79' |
| 17    | Centrocampista | Johan Montes      | 46' |
| 10    | Centrocampista | Diego Guerrero    | 32' |
| 29    | Centrocampista | Pedro Álvarez     |     |
| 18    | Centrocampista | Wilber Bravo      |     |
| 32    | Delantero      | Édgar Bonilla     |     |
| 25    | Delantero      | Luis Guerra       |     |
| D. T. | D. T.          | Héctor Estrada    |     |

| 3  | Defensa   | Daniel Rivillo | 76' |
| 20 | Defensa   | Grenddy Perozo | 89' |
| 21 | Delantero | Enzo Prono     | 89' |

| 27 | Centrocampista | Edanyilber Navas | 32' |
| 28 | Defensa        | Yeferson Bedoya  | 46' |
| 30 | Defensa        | Ángel Gamboa     | 79' |

| 21' | Miguel Celis | 1:0 |

| 45' | Evelio Hernández |

| 11' · 36' · 51' · 55' · 84' | Luis Guerra Edanyilber Navas Carlos Salazar Pedro Álvarez Hugo Soto |

| 85' | Hugo Soto |

| Principal  | Ángel Arteaga       |
| Asistentes | Lubin Torrealba     |
|            | Franchescoly Chacón |
| Cuarto     | José Luis Hoyo      |

| 1     | Guardameta     | Leo Morales       |     |
| 7     | Defensa        | Marcos Gómez      |     |
| 4     | Defensa        | Martín Rodríguez  |     |
| 29    | Defensa        | José Martínez     |     |
| 3     | Defensa        | Gabriel Benitez   |     |
| 24    | Centrocampista | Cesar Gómez       |     |
| 13    | Centrocampista | Evelio Hernández  | 89' |
| 5     | Centrocampista | Brayan Palmezano  |     |
| 20    | Centrocampista | Luis Vázquez      |     |
| 11    | Delantero      | Dany Cure         | 76' |
| 17    | Delantero      | Miguel Celis      | 89' |
| D. T. | D. T.          | Francesco Stifano |     |

| 23    | Guardameta     | Yhonattan Yustiz  |     |
| 2     | Defensa        | Daniel Ochoa      |     |
| 13    | Defensa        | Hugo Soto         |     |
| 22    | Defensa        | Carlos Salazar    |     |
| 6     | Defensa        | Francisco Fajardo | 79' |
| 17    | Centrocampista | Johan Montes      | 46' |
| 10    | Centrocampista | Diego Guerrero    | 32' |
| 29    | Centrocampista | Pedro Álvarez     |     |
| 18    | Centrocampista | Wilber Bravo      |     |
| 32    | Delantero      | Édgar Bonilla     |     |
| 25    | Delantero      | Luis Guerra       |     |
| D. T. | D. T.          | Héctor Estrada    |     |

| 3  | Defensa   | Daniel Rivillo | 76' |
| 20 | Defensa   | Grenddy Perozo | 89' |
| 21 | Delantero | Enzo Prono     | 89' |

| 27 | Centrocampista | Edanyilber Navas | 32' |
| 28 | Defensa        | Yeferson Bedoya  | 46' |
| 30 | Defensa        | Ángel Gamboa     | 79' |

| 21' | Miguel Celis | 1:0 |

| 45' | Evelio Hernández |

| 11' · 36' · 51' · 55' · 84' | Luis Guerra Edanyilber Navas Carlos Salazar Pedro Álvarez Hugo Soto |

| 85' | Hugo Soto |

| Principal  | Ángel Arteaga       |
| Asistentes | Lubin Torrealba     |
|            | Franchescoly Chacón |
| Cuarto     | José Luis Hoyo      |

| 1     | Guardameta     | Leo Morales       |     |
| 7     | Defensa        | Marcos Gómez      |     |
| 4     | Defensa        | Martín Rodríguez  |     |
| 29    | Defensa        | José Martínez     |     |
| 3     | Defensa        | Gabriel Benitez   |     |
| 24    | Centrocampista | Cesar Gómez       |     |
| 13    | Centrocampista | Evelio Hernández  | 89' |
| 5     | Centrocampista | Brayan Palmezano  |     |
| 20    | Centrocampista | Luis Vázquez      |     |
| 11    | Delantero      | Dany Cure         | 76' |
| 17    | Delantero      | Miguel Celis      | 89' |
| D. T. | D. T.          | Francesco Stifano |     |

| 23    | Guardameta     | Yhonattan Yustiz  |     |
| 2     | Defensa        | Daniel Ochoa      |     |
| 13    | Defensa        | Hugo Soto         |     |
| 22    | Defensa        | Carlos Salazar    |     |
| 6     | Defensa        | Francisco Fajardo | 79' |
| 17    | Centrocampista | Johan Montes      | 46' |
| 10    | Centrocampista | Diego Guerrero    | 32' |
| 29    | Centrocampista | Pedro Álvarez     |     |
| 18    | Centrocampista | Wilber Bravo      |     |
| 32    | Delantero      | Édgar Bonilla     |     |
| 25    | Delantero      | Luis Guerra       |     |
| D. T. | D. T.          | Héctor Estrada    |     |

| 3  | Defensa   | Daniel Rivillo | 76' |
| 20 | Defensa   | Grenddy Perozo | 89' |
| 21 | Delantero | Enzo Prono     | 89' |

| 27 | Centrocampista | Edanyilber Navas | 32' |
| 28 | Defensa        | Yeferson Bedoya  | 46' |
| 30 | Defensa        | Ángel Gamboa     | 79' |

| 21' | Miguel Celis | 1:0 |

| 45' | Evelio Hernández |

| 11' · 36' · 51' · 55' · 84' | Luis Guerra Edanyilber Navas Carlos Salazar Pedro Álvarez Hugo Soto |

| 85' | Hugo Soto |

| Principal  | Ángel Arteaga       |
| Asistentes | Lubin Torrealba     |
|            | Franchescoly Chacón |
| Cuarto     | José Luis Hoyo      |

| Campeón                                           |
| Zulia F. C. Clasifica a la Copa Sudamericana 2019 |

## Tabla de Goleadores
| DEF                                           | Gendry Perozo | Zulia       | 3 |
| DEL                                           | Omar Perdomo  | Libertador  | 3 |
| DEL                                           | Eiker Escobar | Yaracuyanos | 3 |
| DEL                                           | Edgar Rito    | Titanes     | 3 |
| DEL                                           | René Alarcón  | Titanes     | 3 |
| Última actualización: 2 de diciembre de 2018. |               |             |   |